# Mikes család

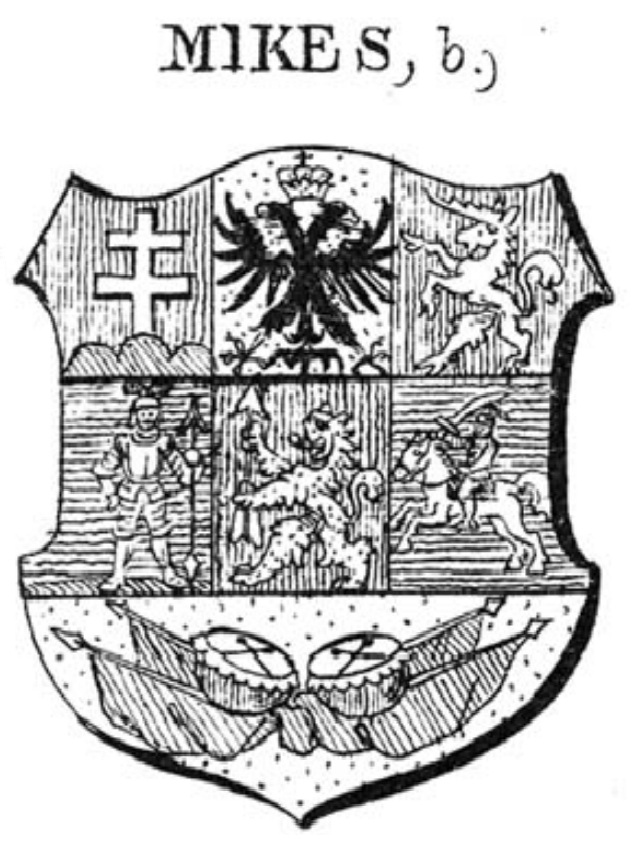
A zabolai gróf Mikes család címere (a Siebmacher-féle könyvből)

A zabolai Mikes család székely eredetű család, amely 1693-tól bárói, 1696-tól grófi rangra emelkedett.

## Története

### A család korai története
A család őseiről első ízben az Erdélyi Fejedelemség idején tudósítanak az írott források. Eredetük Mikes Miklósra vezethetö vissza, aki a székelység 1506-ban Agyagfalván hozott végzésének Orbai-szék részéről egyik aláírója volt. Mikes Mihály vitézi tetteiért 1584-ben Báthory Zsigmondtól jelentős nemesi birtokokat kapott adományként. Ugyanebben az évben a fejedelem Mikes Györgynek nagyobb birtokokat adományozott. Mikes György és testvére, Benedek vitézül harcoltak Székely Mózes seregeiben, s a végzetes Brassó melletti csatában Basta főgenerális fogságába estek, aki könyörtelenül kivégeztette őket.
Bethlen Gábor fejedelem uralkodása idején I. Mikes Zsigmondot több alkalommal is követségbe küldte, majd kiemelkedő szolgálataiért 1626-ban Szalánczi György „magvaszakadta” után annak zágoni birtokát is neki adományozta. Fia, Mikes Pál egészen haláláig hűséggel szolgálta Thökölyt. II. Mikes Zsigmond fiai, Kelemen és János 1630-ban regényes körülmények között elrabolták Tarnóczi Sebestyén lányát, Sárát, akit testvérüknek. Mihálynak szántak. A Mikes fiúk lányrablási kísérlete megihlette Kemény Zsigmondot, aki a történetet Özvegy és leánya című romantikus regényében dolgozta fel. A fejedelem előbb fej- és jószágvesztéssel büntette, de később kegyelmet nyert, ezt jelzi az a tény, hogy 1648-ban I. Rákóczi György éppen őt küldte Lengyelországba a korona megnyerésére. II. Rákóczi Györgynek is számtalanszor követe és hadvezére volt. Később Velencében Erdély követe, 1657-ben kancellár, majd éppen emiatt Barcsay 1660-ban száműzette. Testvére, Kelemen 1659-ben ítélőmester, majd Apafi hűségén tanácsos, székelység generálisa és országos elnök. Megbuktatta az ellenzéki Béldi Pált, akinek uzoni kastélyát 1679-ben elnyerte.
Fia, zabolai Mikes Mihály (1667–1721) 1691-től háromszéki főkapitány. 1696. május 4-én I. Lipót német-római császár és magyar király által grófi címet nyert. A Rákóczi-szabadságharc kitörésekor a császáriak mellett fogott fegyvert, de 1704 márciusában Szászhermánynál kuruc fogságba esett, és hamarosan hűséget esküdött II. Rákóczi Ferencnek, aki 1705-ben tábornokká nevezte ki. Egészen a szatmári békekötésig kitartott a kurucok oldalán. Zabolai Mikes Mihály gróf feleségül vette 1692-ben bethleni gróf Bethlen Druzsiannát (1673–1724), aki 5 gyermekkel áldotta meg őt: gróf Mikes Ferenc (†1727), akinek a neje galántai gróf Esterházy Katalin (1701–1760), galántai gróf Esterházy László (1666–1747), királyi helytartósági tanácsos, aranysarkantyús vitéz és szentgyörgyi Horváth Katalin leányát; és gróf Mikes István (1708–1761), Alsó-Fehér és Belső-Szolnok főispánja, aki 1728 augusztus 25-én vette el  derzsi és királyhalmi Petki Róza grófnőt.

### Ferenc ága
Gróf Mikes Ferenc (†1727) és galántai gróf Esterházy Katalin (1701–1760) frigyéből két gyermek született: göncruszkai gróf Korniss Antalné gróf Mikes Mária; és gróf Mikes Antal, aki 1745. szeptember 7-én Déván vette el hallerkői gróf Haller Zsuzsannát. Mikes Antal és Haller Zsuzsanna házasságából négy gyermek született: gróf Mikes Mihály, akinek a neje széki gróf Teleki Katalin; gróf Mikes Katalin, báró Huszár Józsefné; zágoni báró Szenkereszti Zsigmondné gróf Mikes Zsuzsanna; és gróf Mikes János (?–1815), császári és királyi kamarás, főkormányszéki tanácsos, aki elvette az István ágából származó gróf Mikes Rozáliát (†1821), gróf Mikes István (1733–1807) és báró Dujardin Borbála lányát. Mikes Rozália férjét, 11 gyermekkel áldotta meg: gróf Mikes Erzsébet (1802–1882), széki gróf  Teleki János (1792–1860) házastársa; göncruszkai gróf Kornis Zsigmondné gróf Mikes Zsuzsanna; báró kászoni és impérfalvi Bornemisza Pálné gróf Mikes Klára (1805–1852); báró Huszár Józsefné gróf Mikes Mária; Macskási Pálné gróf Mikes Karolina; Cserei Miklósné gróf Mikes Borbála; gróf cegei Wass Tamásné gróf Mikes Rozália (1799–1849); Szabó Lajosné gróf Mikes Zsófia; és gróf Mikes Károly (1815–1876).

### István ága
Gróf Mikes István (1708–1761) főispán, valamint derzsi és királyhalmi gróf Petki Róza házasságából hat gyermek született, azonban csak ifjabb gróf zabolai Mikes István (1733–1807) vitte tovább a családot. Felesége báró nagyszekeresi Dujardin Borbála (1742–1811) három gyermekkel áldotta meg: gróf Mikes Róza (†1821), akinek a férje a Ferenc ágából származó zabolai gróf Mikes János (1761–1815), császári és királyi kamarás, főkormányszéki tanácsos volt; gróf Mikes Mária (1760–1846), széki gróf Teleki József (1755–1809) felesége; és gróf Mikes Zsigmond (†1825), akinek a neje ábránfalvi Ugron Julianna (1764–1836) volt.
Mikes István és Ugron Julianna fia, zabolai gróf Mikes István (1789–1836) és neje lengyelfalvi báró Orbán Klára (1790–1872) gróf zabolai Benedek (1819–1878), aki kétszer nősült meg. A második feleségétől, Sophia Moser (1839–1921) úrnőtől származott fia gróf zabolai Mikes János (1876–1945) római katolikus pap, szombathelyi püspök 1911 és 1935 között.

## A család kiemelkedőbb tagjai
- Mikes Kelemen honvéd ezredes, aki 1849. január 21-én Nagyszeben ostromakor esett el. 1848. július végétől nagy szerepet játszott az úgynevezett „Kossuth”, a későbbi Mátyás-huszárezred megszervezésében és vezetésében.
- gr. Mikes Benedek (1819–1878), a Vaskorona-rend tulajdonosa, Tusnádfürdő újjáépítésében vállalt úttörő szerepet
- gr. Mikes Ármin, (1868–1944) iparos, császári és királyi kamarás, főrendházi tag
- gr. Mikes János, (1876–1945), szombathelyi római katolikus püspök, cimzetes érsek, a székelyudvarhelyi római katolikus főgimnázium építtetője, bőkezű kultúrmecénás